# Flekke
Flekke este o localitate din comuna Fjaler, provincia Sogn og Fjordane, Norvegia, cu o suprafață de 0,11 km² și o populație de 263 locuitori (2013).